# Bartolomeo Ferratini
Bartolomeo Ferratini iuniore (né en 1534 à Amelia en Ombrie, Italie, alors dans les États pontificaux et mort le 1er novembre 1606 à Rome) est un cardinal italien de l'Église catholique du XVIIe siècle, créé par le pape Paul V.

## Biographie
Bartolomeo Ferratini est chanoine à la basilique Saint-Pierre. En 1562, il est nommé évêque d'Amelia. Il est préfet de la fabrique de Saint-Pierre, régent de la chancellerie apostolique et président du tribunal suprême de la Signature apostolique. 
Le pape Paul V le crée cardinal lors du consistoire du 11 septembre 1606, mais il meurt peu après sans titre.